# Channel 4 Learning
Channel 4 Learning là một công ty giáo dục có trụ sở tại Luân Đôn, Anh. Công ty tiếp thị tài nguyên giáo dục, trò chơi và hoạt động cho các trường tiểu học và trung học trên khắp Vương quốc Liên hiệp Anh. Công ty thuộc sở hữu hoàn toàn của Espresso Group Ltd.

## Lịch sử
Channel 4 Learning, ban đầu là một phần của Channel 4, được lập ra để sản xuất các tài liệu hỗ trợ nhằm thúc đẩy và truyền cảm hứng cho người học từ 4–19 tuổi đồng thời trao quyền cho giáo viên tạo ra các bài học hấp dẫn.
Vào tháng 10 năm 2007, Channel 4 đã ra mắt Learning Clipbank, một dịch vụ trực tuyến dành riêng cho các trường trung học ở Vương quốc Anh, cung cấp các video clip trên 16 lĩnh vực chủ đề với các công cụ hỗ trợ giáo viên và học sinh sử dụng nội dung. Phần lớn video ban đầu có nguồn gốc từ các chương trình truyền hình trên Channel 4, nhưng đã được bổ sung thêm nội dung từ ITN và BBC Motion Gallery.
Channel 4 Learning cũng có một bộ phận quốc tế cấp phép và phân phối quyền đối với hơn 320 giờ chương trình giáo dục, do Channel 4 ủy quyền, cho hơn 40 quốc gia trên toàn thế giới.
Sau khi tái cấu trúc Channel 4 vào năm 1993, nghĩa vụ cung cấp chương trình giáo dục để phát trong thời lượng phát sóng trên Channel 4 của ITV được chuyển sang cho chính Channel 4 và dịch vụ mới có tên Channel 4 Schools, với công ty mới quản lý dịch vụ và vận hành các chương trình được phát sóng trên kênh, một số chương trình vẫn do ITV sản xuất, còn một số khác được sản xuất bởi các công ty sản xuất độc lập.
Năm 2000, dịch vụ này được đổi tên thành 4Learning và vào tháng 4 năm 2007, nhánh thương mại và quyền khai thác các chương trình cũng như tài liệu hỗ trợ đã được bán cho Espresso Education và đổi tên thành Channel 4 Learning.